# Ghuriden

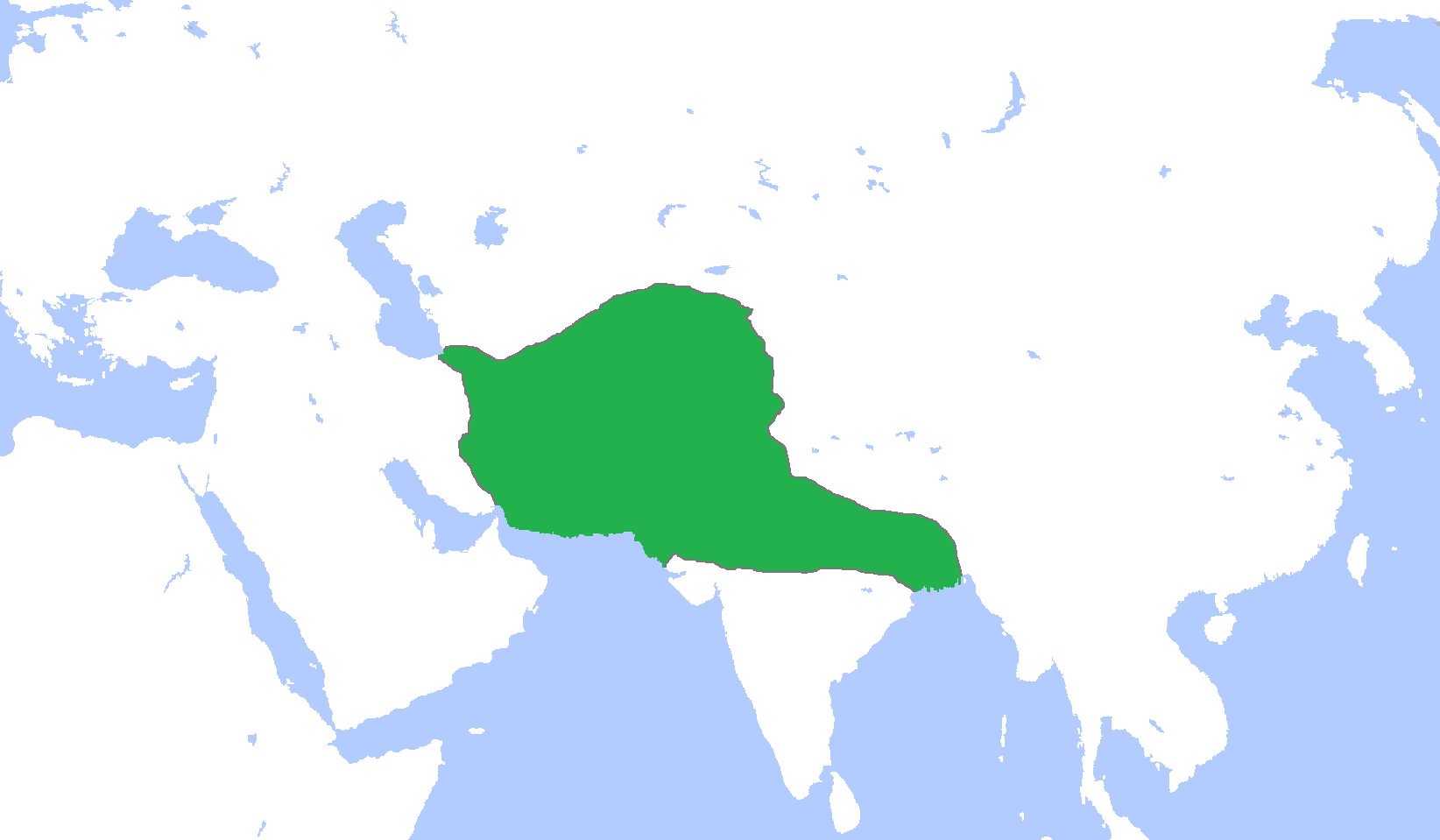
Das Ghuridenreich um 1200

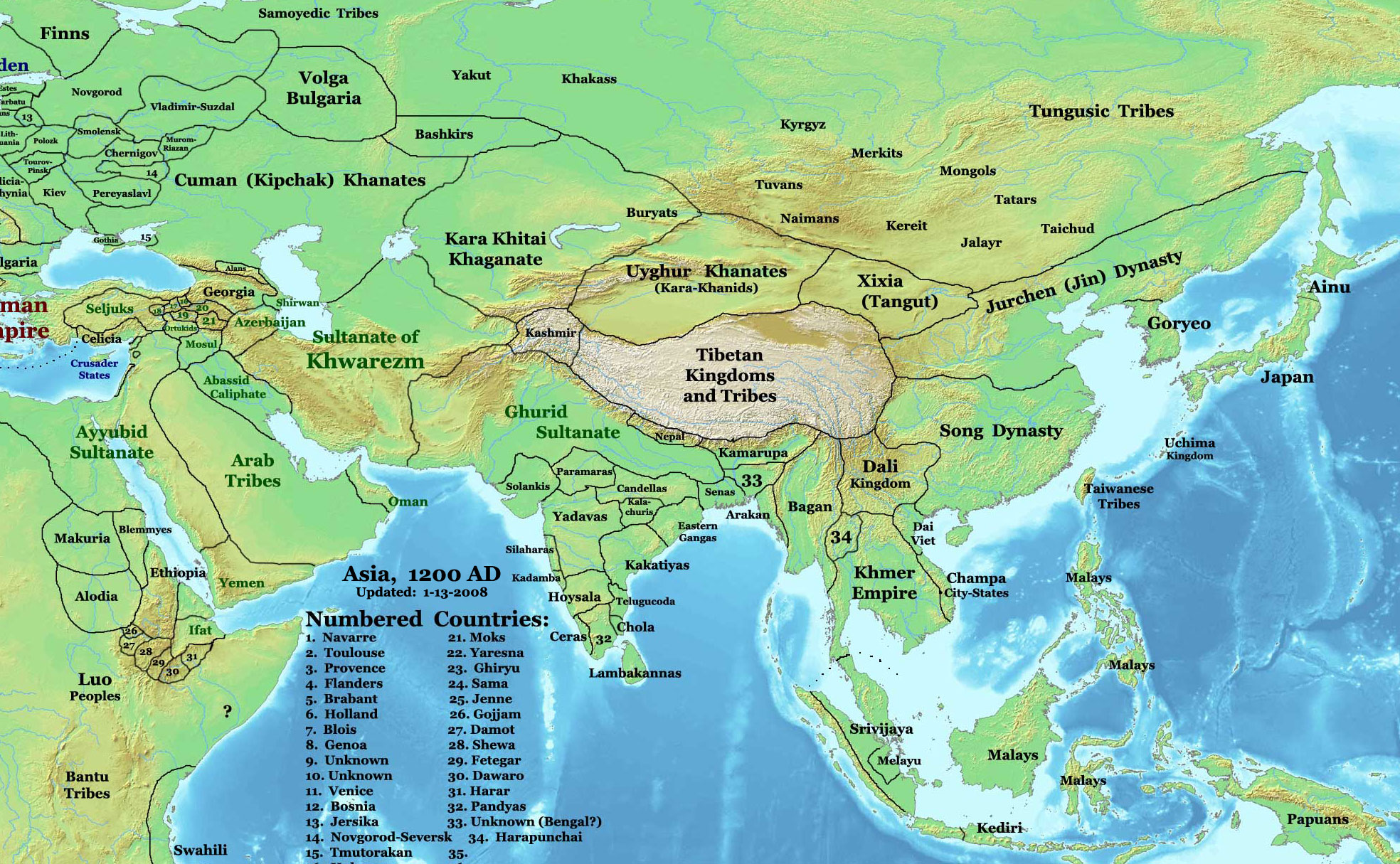
Das Ghuridenreich und seine Nachbarn zu Beginn des 13. Jahrhunderts

Die Ghuriden (persisch غوریان, DMG Ġūriyān; arabisch غوريون, DMG Ġūriyūn, auch Guriden) waren eine Dynastie aus der Gebirgsregion Ghur im Zentrum des heutigen Afghanistan, welche in der zweiten Hälfte des 12. Jahrhunderts das Reich der Ghaznawiden eroberte und durch Vorstöße im Westen bis nach Bistam und im Osten bis nach Bengalen zu Beginn des 13. Jahrhunderts kurzzeitig zur dominierenden Macht des islamischen Ostens aufstieg. Die endgültige Vernichtung des von mehreren Linien regierten Ghuridenreiches, dessen Zentrum die wahrscheinlich mit Dschām (Ǧām) identische Stadt Firuzkuh (persisch فيروزكوه, DMG Fīrūzkūh, ‚Türkisberg‘) war, erfolgte 1215 durch den Choresm-Schah Ala ad-Din Muhammad (ʿAlāʾ ad-Dīn Muḥammad).

## Ereignisgeschichte
Die Ghuriden gehörten dem über Ghur herrschenden Haus der Schansabaniden (Āl-i Šansab) an, dessen Herkunft jedoch unbekannt ist. Der Historiker Mountstuart Elphinstone vermutete, dass sie ostiranische Paschtunen waren, was jedoch von modernen Historikern als sehr unwahrscheinlich betrachtet wird. Neuere Forschungen gehen von einer ostiranischen tadschikischen Herkunft aus, was jedoch teilweise im Widerspruch mit der zeitgenössischen Berichten stünde, wonach sich die Muttersprache der Ghuriden vom Persischen unterschieden habe und das Volk der Tadschiken durch Persisch als ihre Muttersprache definiert sei. Clifford Edmund Bosworth leitet den Namen des eponymen Dynastiegründers Schansab beispielsweise vom mittelpersischen Personennamen Wischnasp ab.
Nachdem Ghur erst im 11. Jahrhundert islamisiert worden war, unterstanden dessen Fürsten ab 1011 zunächst den Ghaznawiden. Ca. 1107/08 folgte dann die Oberherrschaft des Seldschukensultans Sandschar, von der sich der Ghuride Ala ad-Din Husain II. (ʿAlāʾ ad-Dīn Ḥusain) 1152 vergeblich zu befreien versuchte. Im Jahr zuvor war es ihm jedoch gelungen, unter anderem Ghazna zu zerstören, was ihm den Beinamen Dschahansuz (ǧahān-sūz – „der Weltverbrenner“) einbrachte und Teil einer beachtlichen Expansionsphase war, mit der der Grundstein für die Errichtung eines Großreiches gelegt wurde. Während die Herrschaft der Seldschuken über Ostiran nämlich mit Sandschars Tod gebrochen war, setzten sich die ghuridischen Eroberungen im heutigen Afghanistan weiter fort und beschränkten die verhassten Ghaznawiden auf den Pandschab mit der Hauptstadt Lahore. Die endgültig 1173/74 eingenommene Metropole Ghazna wurde genau wie Bamiyan, von wo aus man bald sogar über den Amudarja hinaus vorstieß, zum Sitz eines eigenen Dynastiezweigs. Von hier aus drang man weiter in Richtung Osten vor und stürzte dabei 1186 auch den letzten Ghaznawiden.
Der Höhepunkt des Ghuridenreiches wird durch eine 1173 beginnende Doppelherrschaft markiert, bei der Sultan Ghiyath ad-Din Muhammad (Ġiyāṯ ad-Dīn Muḥammad) von Firuzkuh aus Ostiran regierte und sein jüngerer Bruder Sultan Muizz ad-Din Muhammad (Muʿizz ad-Dīn Muḥammad) von Ghazna aus ins Industal vordrang. Während Ghiyath ad-Din als treuer Verbündeter des Abbasidenkalifats ganz Chorasan eroberte und erfolgreich gegen die – mit den Ghuriden rivalisierenden – Choresm-Schahs behauptete, setzte Muizz ad-Din die Ghazi-Tradition der Ghaznawiden fort und begann mit Vorstößen nach Nordindien, das die Ghuriden – im Gegensatz zu Mahmud von Ghazna – erobern wollten. Die beiden ersten großen Auseinandersetzungen mit den hinduistischen Fürsten endeten 1178 bzw. 1191 allerdings mit schweren Niederlagen gegen den Chalukya-König von Gudscharat bzw. Prithviraj III. von Delhi. Erst nach der zweiten Schlacht von Tarain (1192), in der die Koalition der Hindufürsten überraschend geschlagen und Prithviraj getötet wurde, konnte Nordindien bis 1202 (Eroberung Bengalens) Schritt für Schritt fast vollständig unterworfen werden, wobei die Ghuriden als Förderer der persischen Literatur und Kunst auch kulturelle Einflüsse vermittelten.
Zwar wurde Muizz ad-Din 1203 Alleinherrscher und konnte 1204 sogar bis nach Choresm vorrücken, doch zerfiel das Ghuridenreich nach seiner Ermordung (1206) schnell: Während sich in Nordindien Mamluken-Generäle wie Qutb ad-Din Aibak (Quṭb ad-Dīn Aibak), der Begründer des Sultanats von Delhi, unabhängig machten und die Herrschaft über Ghazna an den Ghulam Tadsch ad-Din Yildiz (Tāǧ ad-Dīn Yïldïz) verloren ging, gerieten die chorasanischen Besitzungen der Ghuriden noch 1206 unter die Herrschaft des mächtigen Choresm-Schahs Ala ad-Din Muhammad, welcher den Sultan von Firuzkuh zunächst zu seinem Vasallen machte und die Dynastie 1215 ganz vernichtete.
Als Abkömmlinge und Erben der Ghuriden können die Kartiden gelten, welche Ostchorasan von 1245 bis 1389 als Vasallen der Mongolen beherrschten.

## Kulturelle Entwicklungen unter den Ghuriden
Wie schon die Ghaznawidensultane taten sich auch die Ghuridenherrscher als Kunstmäzene und Förderer der persischen Literatur hervor. So ließ der „Weltverbrenner“ Ala ad-Din Husain II. Ghazna zwar zum Großteil zerstören und plündern, achtete bei der Eroberung der Metropole aber darauf, die hier befindlichen Werke der großen ghaznawidischen Dichter für seine eigene Bibliothek zu bewahren, und machte sich sogar selbst als talentierter Poet einen Namen. Zu den zahlreichen Dichtern des Ghuridenhofs, welche als solche v. a. durch ihre Nennung bei Aufi (ʿAufī) und Daulat-Schah (Daulat-Šāh) bekannt sind, zählen u. a. die Panegyriker Nizami Aruzi (Niẓāmī ʿArūżī), Abu ’l-Qasim Rafii (Abū ’l-Qāsim Rafīʿī), Abu Bakr Dschauhari (Abū Bakr Ǧauharī) und Ali Sufi (ʿAlī Ṣūfī). Doch hat sich von ihrem Werk – anders als bei den Diwanen der ghaznawidischen Dichter – leider kaum etwas erhalten. Ähnlich verhält es sich mit der unter den Ghuriden entstandenen Prosaliteratur: Neben dem bedeutenden Geschichtswerk Tabaqat-i nasiri (Ṭabaqāt-i nāṣirī), welches vom ghuridischen Hofchronisten (und Botschafter) Dschuzdschani (Ǧūzǧānī) verfasst wurde und die Hauptquelle zur Geschichte der Dynastie darstellt, sind hier in erster Linie das Bahr al-ansab (Baḥr al-ansāb), ein genealogisches Werk, und das Adab al-harb wa-sch-Schadschaa (Ādāb al–ḥarb wa-’š-šaǧāʿa) über die Staatskunst zu nennen, welche beide von Fachr ad-Din Mubarakschah (Faḫr ad-Dīn Mubārakšāh), auch bekannt als Fachr-i Mudabbir (Faḫr-i Mudabbir), stammen.
Ebenso wie in der Literatur führten die Ghuriden auch in der Architektur die ghaznawidische Tradition im Großen und Ganzen fort und bauten die Zentren ihrer Macht zu prächtigen Metropolen aus. Während Ghazna schnell wieder aufgebaut wurde und besonders unter Muizz ad-Din Muhammad von den in Indien erbeuteten Reichtümern profitierte, ließ Ghiyath ad-Din Muhammad in Chorasan eine Vielzahl von Moscheen, Medresen, Mausoleen und Karawansereien errichten und wurde so zum wohl größten Bauherrn der Dynastie. Wie einer bis heute erhaltenen Inschrift zu entnehmen, veranlasste er beispielsweise die komplette Restauration der Freitagsmoschee von Herat und erbaute in derselben Stadt (nördlich der Moschee) ein Mausoleum für seine Dynastie sowie eine Madrasa, welche noch bis in die Timuridenzeit die bedeutendste der Stadt blieb. Ferner sind eine Moschee, eine Madrasa und zwei Mausoleen in Tschischt (Čišt) von Bedeutung sowie eine ausgedehnte Palastanlage in Laschkar-i Bazar (Laškar-i Bāzār) nahe Bost und eine weitere Madrasa in Schah-i Maschhad (Šāh-i Mašhad), von deren einstiger Herrlichkeit heute zumindest noch Ruinen zeugen. Das sicherlich berühmteste Zeugnis ghuridischer Architektur ist allerdings das grandiose, 65 m hohe Minarett von Dscham, bei dem es sich vermutlich um den einzigen Überrest der verschollenen Ghuridenkapitale Firuzkuh handelt.

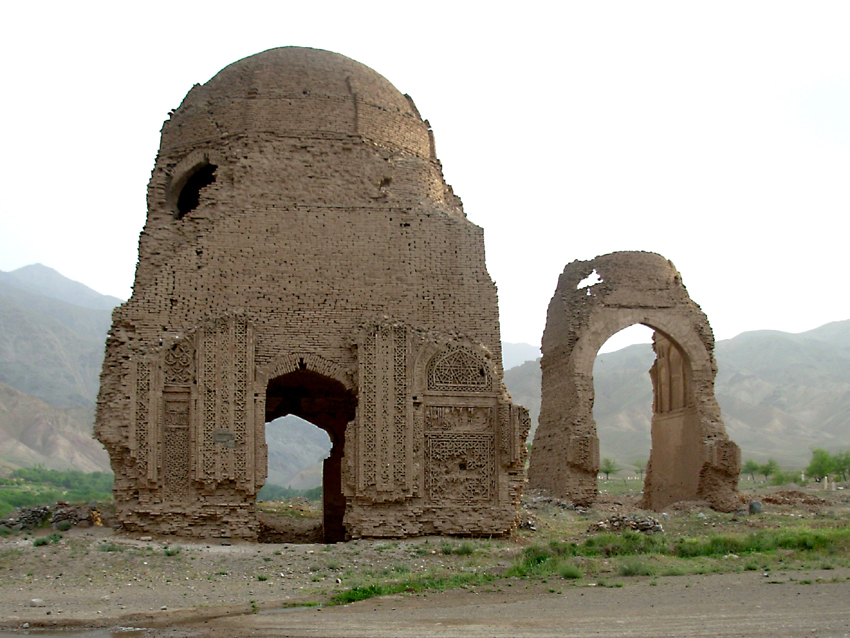
Die beiden Mausoleen von Tschischt (das „westliche“ wurde 1167 erbaut, das „östliche“ 1194)
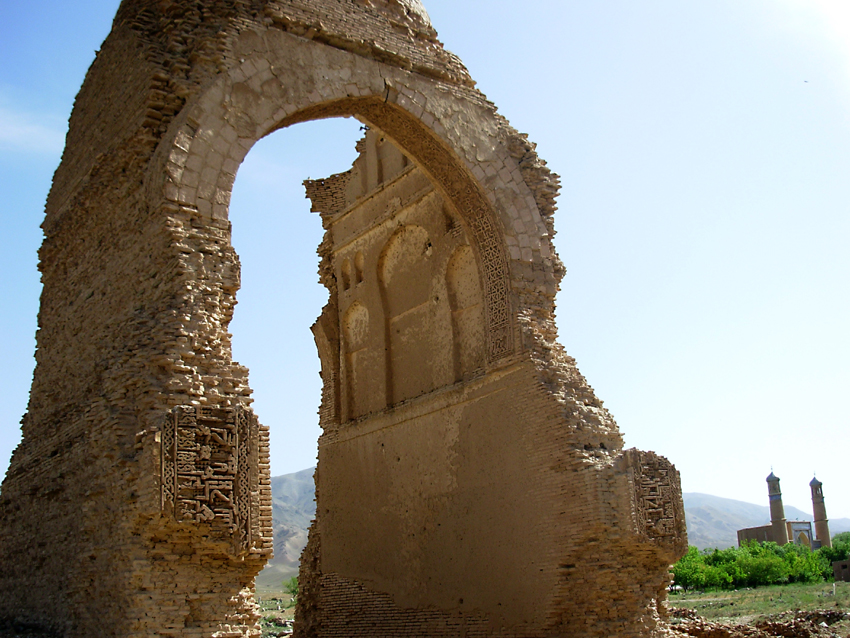
Das schlechter erhaltene „östliche Mausoleum“ von Tschischt
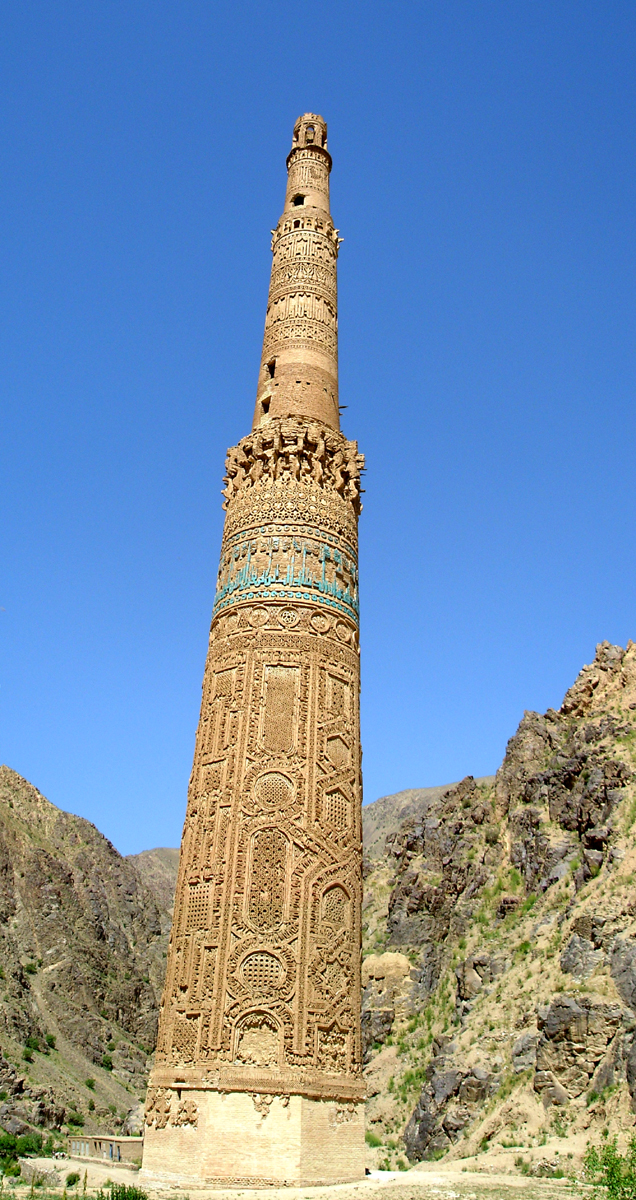
Das Minarett von Dscham (1174/75 erbaut) – Weltkulturerbestätte der UNESCO seit 2002
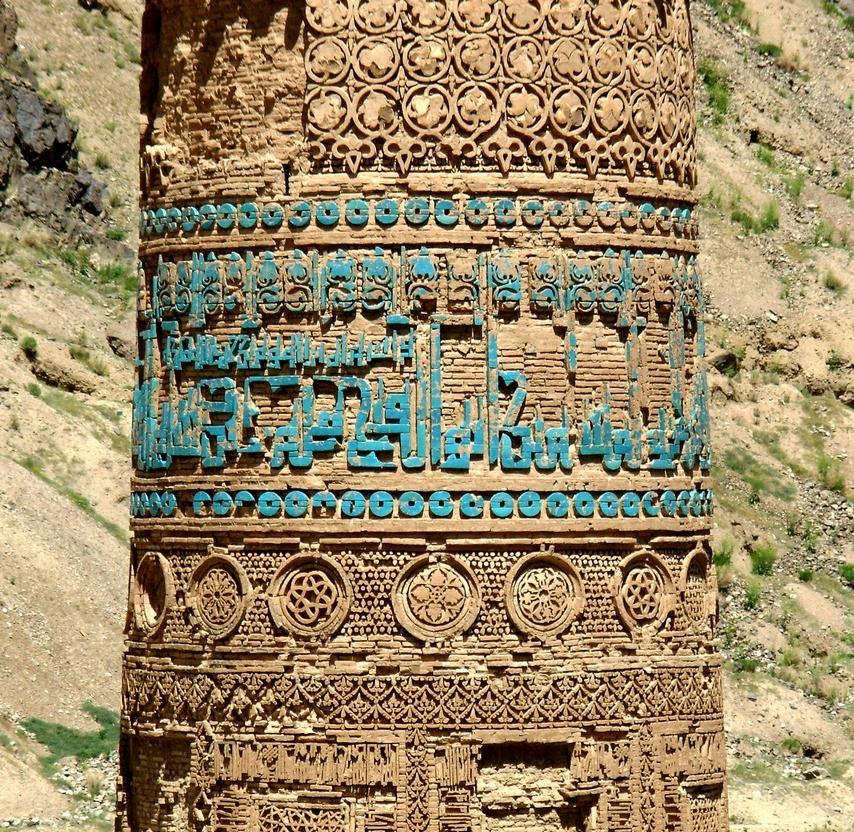
Kufische Inschrift am Minarett von Dscham (hier in blau die Namen und Titel Sultan Ghiyath ad-Din Muhammads)
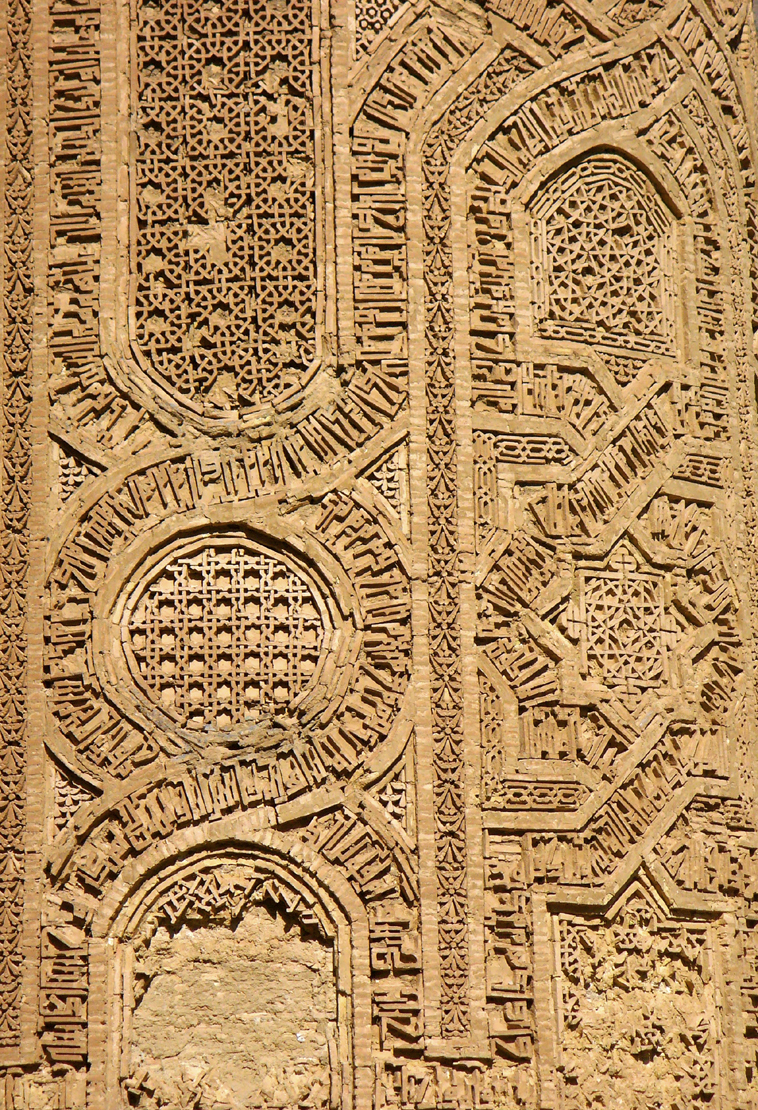
Detail der Dekoration des Minaretts von Dscham (die verschlungenen Bänder tragen die 19. Koransure)
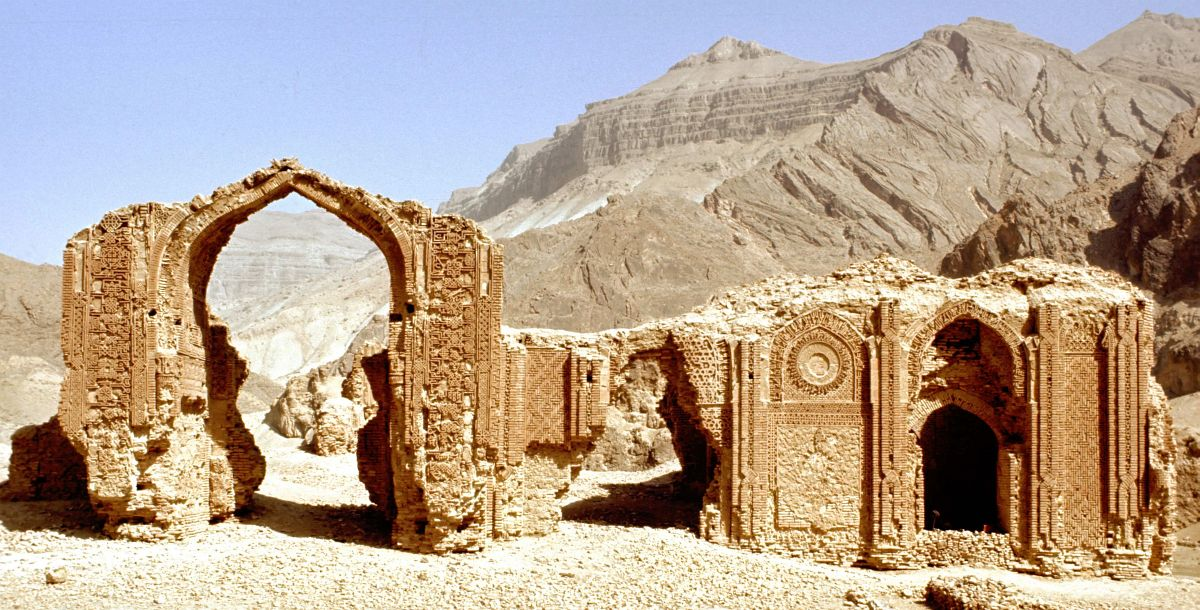
Ruinen der Madrasa von Schah-i Maschhad (1176 erbaut)

## Herrscherliste
Die Hauptlinie in Ghur, Ghazna, Nordindien und Chorasan
- Muhammad ibn Suri Schansabani (reg. bis 1011)
- Abu Ali ibn Muhammad (reg. ab 1011 bis in die 1030er Jahre, Vasall der Ghaznawiden)
- Abbas ibn Schith (Vasall der Ghaznawiden)
- Muhammad ibn Abbas (reg. nach 1059, Vasall der Ghaznawiden)
- Qutb ad-Din Hasan ibn Muhammad (Vasall der Ghaznawiden)
- Izz ad-Din Abu l-Muluk (oder Abu l-Salatin) Husain (I.) ibn Hasan (reg. 1100–1146, zunächst noch Vasall der Ghaznawiden, dann des Seldschukensultans Sandschar)
- Saif ad-Din Suri ibn Husain (reg. 1146–1149, Vasall Sultan Sandschars)
- Baha ad-Din Sam (I.) ibn Husain (reg. 1149, Vasall Sultan Sandschars)
- Ala ad-Din Dschahan-Suz Husain (II.) ibn Husain (reg. 1149–1161, Vasall Sultan Sandschars)
- Saif ad-Din Muhammad ibn Husain (reg. 1161–1163)
- Ghiyath ad-Din Abu l-Fath Muhammad ibn Sam (reg. 1163–1203)
- Muizz ad-Din Muhammad ibn Sam (reg. 1203–1206, in Ghazna schon seit 1173)
- Ghiyath ad-Din Mahmud ibn Muhammad (reg. 1206–1212, Vasall des Choresm-Schahs Ala ad-Din Muhammad)
- Baha ad-Din Sam (II.) ibn Mahmud (reg. 1212–1213, Vasall des Choresm-Schahs Ala ad-Din Muhammad)
- Ala ad-Din Atsiz ibn Husain (reg. 1213–1214, Vasall des Choresm-Schahs Ala ad-Din Muhammad)
- Ala ad-Din Muhammad ibn Ali Schudscha ad-Din ibn Ali Ala ad-Din ibn Husain (reg. 1214–1215, Vasall des Choresm-Schahs Ala ad-Din Muhammad)

Die Nebenlinie in Bamiyan, Tucharistan, Badachschan, Schughnan, Wachsch und Tschaghaniyan
- Fachr ad-Din Masud ibn Husain (reg. 1145–1163)
- Schams ad-Din Muhammad ibn Masud (reg. 1163–1192)
- Baha ad-Din Abu 'l-Muayyid Sam ibn Muhammad (reg. 1192–1206)
- Dschalal ad-Din Ali ibn Sam (reg. 1206–1215, Vasall des Choresm-Schahs Ala ad-Din Muhammad)